# 1996
1996 (MCMXCVI) fue un año bisiesto comenzado en lunes en el calendario gregoriano. Fue también el número 1996 anno Domini o de la designación de Era Cristiana, además del noningentésimo nonagésimo sexto del segundo milenio, nonagésimo sexto del siglo XX, sexto año de la décima década del siglo XX y el séptimo del decenio de los años 1990.
Fue declarado:
- Año Internacional para la Erradicación de la Pobreza por la Organización de las Naciones Unidas.
- El Año de la rata, según el horóscopo chino.

## Acontecimientos

### Enero
- 1 de enero:

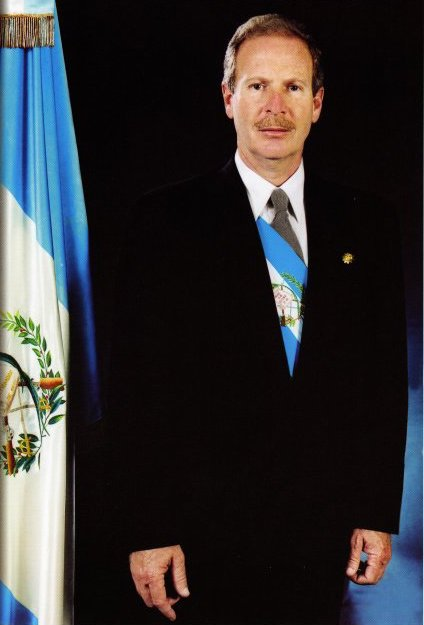
Álvaro Arzú Irigoyen

  - En México, circulan nuevos billetes del Banco de México.
  - Un terremoto de 7,9 sacude la isla de Célebes dejando un saldo de 9 muertos y 63 heridos.
- 4 de enero: en Suiza, científicos del CERN anuncian haber obtenido nueve antiátomos de hidrógeno, el primer logro en la obtención de antimateria.
- 5 de enero: los servicios secretos israelíes asesinan a Yahya Ayyash, activista de Hamás.
- 6 de enero: en México, se realiza por primera vez el Juguetón, una campaña iniciada desde diciembre de 1995 por Grupo Salinas, con el fin de entregar juguetes a los niños de las poblaciones marginadas de México en el Día De Los Reyes Magos.
- 7 de enero:
  - En Guatemala, el conservador Álvaro Arzú Irigoyen, del PAN, es elegido como nuevo presidente.
  - Se llevan a la orca Keiko, principal atracción del parque de diversiones Reino Aventura de Ciudad de México, al Oregón Coast Aquarium. Keiko fue la principal atracción del parque durante varios años; su traslado se debió a la búsqueda de mejores condiciones de vida para la orca, y fue el primer paso previo a su liberación en el Mar del Norte.
- 8 de enero:
  - UNICEF exige a la República Popular China explicaciones urgentes por la muerte de miles de niños en orfanatos del país.
  - En Francia fallece el expresidente François Mitterrand.
  - En Japón comienza a emitirse la serie Detective Conan.
- 14 de enero:
  - En Guatemala, Álvaro Arzú Irigoyen asume como presidente.
  - En Portugal, Jorge Sampaio es elegido como nuevo presidente.
- 15 de enero: en España, el escritor y político peruano Mario Vargas Llosa toma posesión del sillón L de la Real Academia Española (RAE).
- 17 de enero: en España, la banda armada ETA secuestra al funcionario de prisiones José Antonio Ortega Lara.
- 19 de enero: en Palestina, Yasir Arafat es elegido presidente de la Autoridad Nacional Palestina.
- 21 de enero: México es campeón de la Copa Oro concacaf de 1996 venció a Brasil
- 22 de enero: Tanzania cierra su frontera con Burundi e impide la entrada de 17.000 refugiados ruandeses.
- 26 de enero: en España, el Congreso de los Diputados concedió la nacionalidad a los brigadistas internacionales, cumpliendo así la promesa realizada por Juan Negrín cuando estos abandonaron el país en 1938.
- 29 de enero: en Francia, el presidente Jacques Chirac anuncia un «fin definitivo» de las pruebas nucleares.
- 30 de enero: Yuji Hyakutake descubre el cometa C/1996 B2, ahora llamado cometa Hyakutake en honor a su descubridor. Fue el más brillante del año, y uno de los que pasó más cerca de la Tierra.
- 31 de enero : En Japón, finaliza el anime de Dragón Ball Z concluyendo así la adaptación del manga de Akira Toriyama.

### Febrero
- 1 de febrero: el tren de la compañía Ferrovía Atchison, Topeka y Santa Fe H-BALT1-31 desde Barstow, CA a Los Ángeles pierde los frenos a lo largo de la misma cumbre y a las 4 AM descarrila a una curva MP 60.4 hacia Cajon Junction.
- 3 de febrero: Un terremoto de 6,6 sacude el suroeste de China dejando más de 300 fallecidos y más de 17.000 heridos.
- 6 de febrero: en el océano Atlántico, frente a las costas de la República Dominicana, se estrella un Boeing 757 perteneciente a la aerolínea turca Birgenair. Mueren 189 personas.
- 7 de febrero: en Japón la empresa de animación Toei Animation continua la obra del mangaka Akira Toriyama con la continuación de Dragon Ball GT.
- 9 de febrero:
  - En Darmstadt (Alemania) el GSI descubre el átomo del elemento copernicio.
  - Segundo viaje apostólico del papa Juan Pablo II a Venezuela.
- 10 de febrero: el superordenador Deep Blue de IBM vence por primera vez al ruso Garry Kasparov en una partida de ajedrez.
- 14 de febrero: en la Facultad de Derecho de la Universidad Autónoma de Madrid (España), la banda terrorista ETA asesina al profesor Francisco Tomás y Valiente.
- 17 de febrero:
  - La NASA lanza la nave NEAR Shoemaker hacia el asteroide Eros.
  - En la isla indonesia de Biak, un terremoto de 8,2 provoca un tsunami con olas de más de 7 metros que dejan más de 160 muertos y 420 heridos.
- 21 de febrero: en la costa norte de Perú se registra un terremoto de 7,5 y un tsunami que dejan 12 muertos.
- 24 de febrero: en aguas cubanas, al norte del litoral habanero, la aviación cubana derriba a dos avionetas de la organización Hermanos al Rescate.[1]
- 26 de febrero: Yang Hyun Suk funda la empresa de K-pop YG Entertainment
- 29 de febrero: frente al Aeropuerto Internacional Alfredo Rodríguez Ballón, en la ciudad de Arequipa (Perú), se estrella un Boeing 737-200 de la aerolínea Faucett Perú (Vuelo 251). Mueren 123 personas.

### Marzo
- 2 de marzo:

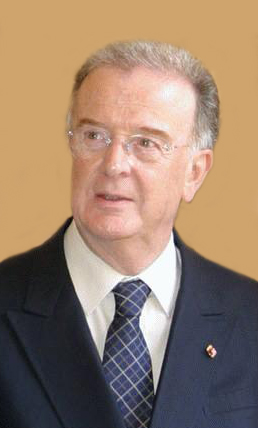
Jorge Sampaio

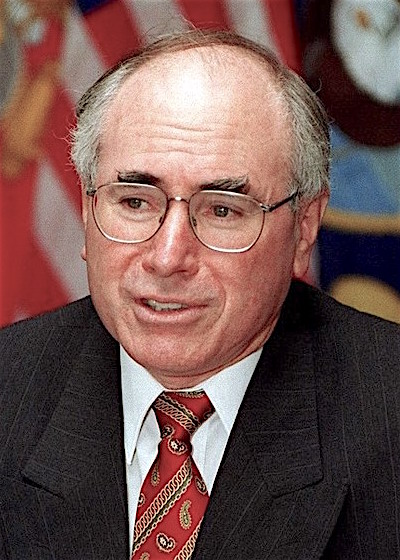
John Howard

  - En Florida, Estados Unidos fallece el expresidente dominicano Jacobo Majluta.
  - En Australia, se realizan las elecciones federales.
- 3 de marzo: en España, el Partido Popular encabezado por José María Aznar gana por un estrecho margen las elecciones generales, acabando con 14 años de gobierno socialista de Felipe González.
- 4 de marzo: en Buenos Aires empieza a emitir el Canal 26 de televisión por cable.
- 7 de marzo: en Palestina, se constituye el primer Parlamento elegido democráticamente.
- 9 de marzo: en el Estadio Olímpico Atahualpa sucede la última victoria de Barcelona ante Liga de Quito.
- 10 de marzo: en Portugal, Jorge Sampaio se convierte en presidente por primera vez.
- 11 de marzo: en Australia, John Howard se convierte en primer ministro.
- 15 de marzo: en Guinea Ecuatorial, Teodoro Obiang es investido presidente.
- 24 de marzo:
  - En México, Club de Fútbol Monterrey desciende a los Tigres de la UANL a la primera división A.
  - Muere la cantante Lola Beltrán.
- 25 de marzo: en la Unión Europea, el Comité Veterinario prohíbe la exportación de vacunos británicos y de sus productos derivados, a causa de la enfermedad de las vacas locas (encefalopatía espongiforme bovina).

### Abril
- 1 de abril
  - en Latinoamérica se inaugura el canal de televisión por cable estadounidense de deportes, Fox Sports.
  - en Portugal se inicio la transmisión de Canal Panda
- 2 de abril: en Polonia, el expresidente Lech Walesa se reincorpora como electricista en los astilleros de Gdansk, luego de su derrota en las elecciones.
- 6 de abril: en la ciudad de Mar del Plata (Argentina) se inaugura el teatro independiente El Galpón de las Artes.
- 7 de abril: en México, por primera vez es aplicado el horario de verano para aprovechar una hora más de sol, con el objetivo de ahorrar energía.
- 15 de abril: Secuestro de Terrazas del Ávila, una toma de rehenes en Caracas, Venezuela, que se prolongó por más de veinte horas. El secuestro causó un saldo de dos muertos y tres heridos, después de que uno de los secuestradores se entregara, una de las rehenes pudiese huir y el secuestrador restante disparara contra la policía, seguido por una operación de rescate fallida.
- 24 de abril:
  - En Palestina, el Consejo Nacional Palestino aprueba por mayoría la modificación de los artículos de la Constitución que incitaban la destrucción de Israel.
  - En Roma, el papa Juan Pablo II declara beatos a Pier Giorgio Frassati (laico y montañista italiano) y a Gianna Beretta Molla (laica italiana que luchó contra el aborto).
- 26 de abril: Intento de Golpe de Estado en Paraguay, encabezado por el entonces General Lino Oviedo.[2]

### Mayo

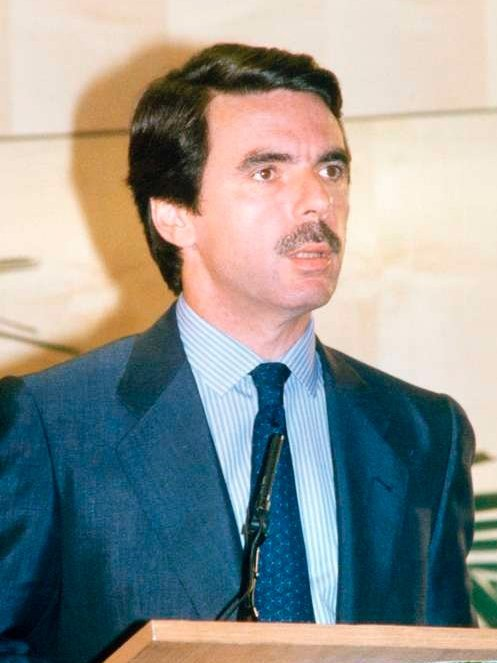
José María Aznar en 1996

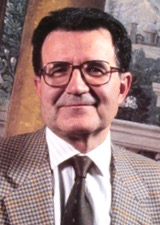
Romano Prodi en 1996

- 3 de mayo: un terremoto de 6,4 deja 26 muertos y 450 heridos en la ciudad de Baotou.
- 4 de mayo:
  - en España, José María Aznar se convierte en el cuarto presidente desde la muerte del dictador Francisco Franco, sustituyendo a Felipe González, interrumpiendo durante 8 años los, hasta entonces, casi 14 años de hegemonía socialista.
  - en México, el Necaxa se corona bicampeón de liga en la temporada 1995-96 frente al Atlético Celaya, es el último torneo largo de Fútbol Mexicano.
- 5 de mayo:
  - en Taba se abre la tercera y última fase del proceso de paz entre Israel y la OLP.
  - en Buenos Aires, el club de fútbol Gimnasia y Esgrima de La Plata vence a Boca Juniors por 6 a 0 en la reinauguración de La Bombonera
- 8 de mayo: en la ciudad de Oslo (Noruega) se celebra la XLI Edición de Eurovisión. La representante irlandesa, Eimear Quinn, alcanza la victoria con el tema The Voice.
- 10 de mayo y 11 de mayo: en el Monte Everest pierden la vida 8 alpinistas a causa de una tormenta. Durante la temporada completa, doce personas fallecieron intentando llegar a la cima.
- 16 de mayo: en República Dominicana se realizan elecciones presidenciales. Ninguno de los candidatos ganó una mayoría absoluta en la primera vuelta de las elecciones presidenciales. Por lo tanto se realiza un balotaje el 30 de junio.
- 17 de mayo: en Italia, Romano Prodi es nombrado nuevo presidente del Consejo de Ministros por primera vez.
- 25 de mayo: en Surinam, se celebran elecciones presidenciales en las que resulta vencedor el candidato del Partido Nacional Democrático, Jules Wijdenbosch.

### Junio
- 3 de junio: en México, el Multibanco Mercantil Probursa cambia de nombre a BBV (Banco Bilbao Vizcaya).
- 5 de junio: el cohete Ariane 5 estalla poco después de su lanzamiento de la base espacial de Kourou, en la Guayana Francesa.
- 8 de junio: se inaugura el campeonato de fútbol Euro '96.
- 16 de junio:
  - En Pristina, el Ejército de Liberación de Kosovo (UÇK) presenta su gobierno provisional y se niega a entregar las armas a la OTAN.
  - En España, el escritor Antonio Muñoz Molina ingresa en la Real Academia Española. Con 40 años, es el académico más joven de la institución.
  - En los Estados Unidos, el equipo de baloncesto Chicago Bulls se convierte en el sexto campeón de la NBA 1995/1996.
- 23 de junio: Oficialmente la Nintendo 64 sale a la venta en Japón, sería lanzado en América el 29 de septiembre, uno de los juegos de lanzamiento sería Super Mario 64, uno de los videojuegos más revolucionarios de la historia.
- 30 de junio:
  - La selección de fútbol de Alemania se proclama campeona de la Euro 1996 tras vencer a la República Checa.
  - Leonel Fernández es elegido como nuevo presidente de la República Dominicana al derrotar a José Francisco Peña Gómez en la segunda ronda.

### Julio
- 1 de julio: en Argentina, Fiat le quita la licencia a Sevel Argentina S. A., pasando a ser nuevamente Fiat Auto Argentina SA.
- 4 de julio (Día de la Independencia, en los Estados Unidos): en Los Ángeles (California), el informático indio Sabir Bhatia (27) lanza el sitio web Hotmail.com, el primer correo electrónico gratuito. Un año y medio después (el 31 de diciembre de 1997) lo venderá a la empresa Microsoft por 400 millones de dólares estadounidenses.
- 5 de julio: en Roslin (Escocia), nace la oveja Dolly, el primer animal clonado.
- 17 de julio: sobre el Océano Atlántico cerca de Long Island estalla el vuelo 800 de TWA; mueren todos los 230 ocupantes.[3]
- 19 de julio: en Estados Unidos se inauguran los Juegos Olímpicos de Atlanta 1996.
- 25 de julio: en México se lanza el sistema de televisión SKY.
- 27 de julio: atentado terrorista en el Centennial Olympic Park, en Atlanta, en plenas olimpiadas. 111 heridos y 1 muerto.

### Agosto

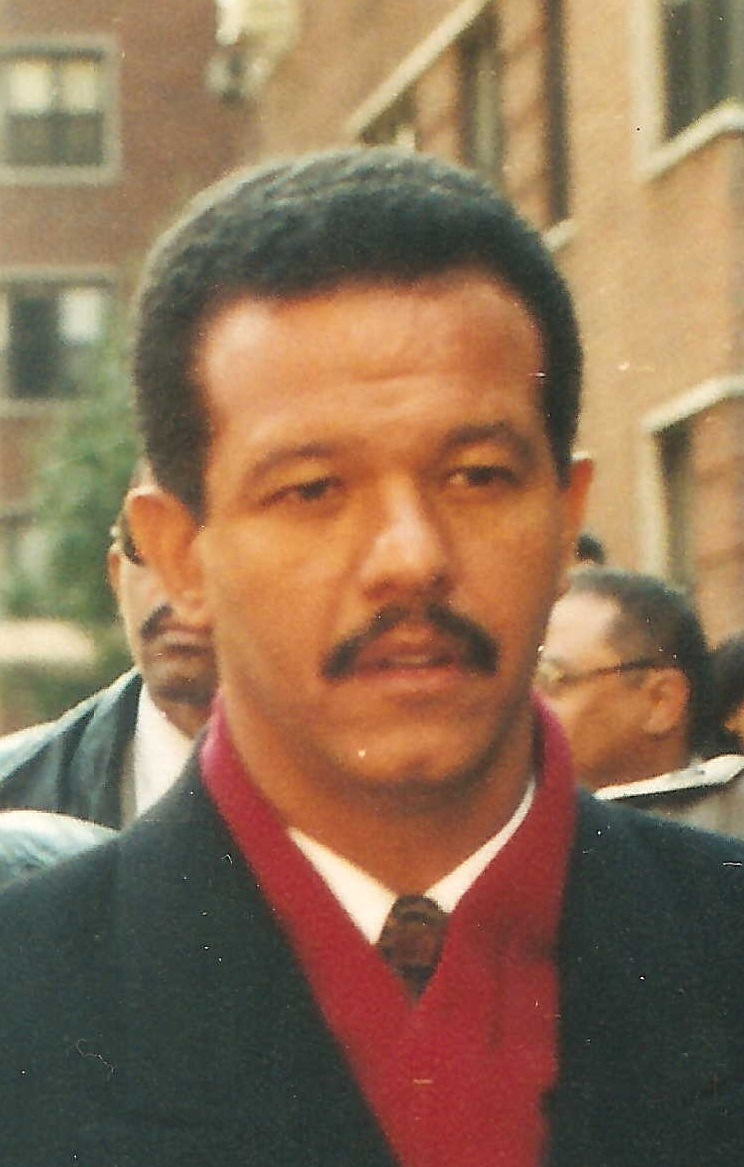
Leonel Fernández

- 4 de agosto: se clausuran los Juegos Olímpicos de Atlanta 1996.
- 5 de agosto: el Congreso de Estados Unidos aprueba la Ley de Sanciones a Irán y Libia (ILSA), por la que establece medidas de boicot económico contra estos dos países.
- 6 de agosto: en The Palace (Los Ángeles) el famoso grupo musical The Ramones se disuelve después de su última actuación.
- 7 de agosto: en Biescas (provincia de Huesca, España), una avalancha de agua y barro arrasa el cámping Virgen de las Nieves. Mueren 86 personas y otras 100 resultan heridas.
- 10 de agosto: en Ecuador, Abdalá Bucaram asume como presidente.
- 12 de agosto: en España se realiza el primer implante de un corazón artificial.
- 14 de agosto: en Ámsterdam, Países Bajos, se inauguró el Ámsterdam Arena.
- 16 de agosto:
  - Leonel Fernández asume por primera vez como presidente de la República Dominicana.
  - 3 personas mueren en una estampida durante un concierto de Shakira en Barranquilla (Colombia).
- 23 de agosto: el Congreso de la República del Perú aprueba la Ley de Interpretación «Auténtica» del artículo 112 de la Constitución, que posibilita la eventual postulación del presidente Alberto Fujimori a una nueva reelección en el 2000.
- 24 de agosto: en Estados Unidos, Microsoft creó al sistema operativo Windows NT 4.0, siendo el segundo de la familia Windows NT.
- 28 de agosto: en Inglaterra se divorcian Diana Spencer y el príncipe Carlos de Gales.
- 30 de agosto: en Colombia se producen más de 30 muertos al día en la peor ofensiva de las FARC.

### Septiembre
- 3 de septiembre: Estados Unidos lanza dos ataques con 44 misiles contra objetivos militares en Irak.
- 5 de septiembre: Un terremoto de 6,0 golpea el sur de Dalmacia en Croacia.
- 7 de septiembre:
  - En la provincia de Entre Ríos (Argentina) fallecen, en un accidente de tránsito, la cantante Gilda, así como su hija, el conductor del autobús y tres músicos de la banda de la artista.
  - En Las Vegas, el rapero 2pac Shakur acompañado por su productor Suge Knight son abatidos a tiros en el vehículo de Knight por personas no identificadas en un Cadillac sedán blanco, 2pac Shakur queda herido en estado crítico tras recibir cuatro impactos de bala, uno en el brazo, uno en el muslo, y dos en el pecho, una de esas balas perforando su pulmón derecho.
- 8 de septiembre: en Puerto Rico las lluvias del huracán Hortense causan 21 muertes.
- 9 de septiembre: Croacia y Yugoslavia establecen relaciones diplomáticas completas tras cinco años de guerra.
- 13 de septiembre: el rapero 2pac muere en Las Vegas luego de permanecer en estado crítico seis días después de un tiroteo.
- 15 de septiembre: en Surinam, toma posesión del cargo Jules Wijdenbosch.
- 23 de septiembre: en Shinjuku (Japón) el mangaka Hiroshi Fujimoto muere a los 62 años.
- 27 de septiembre: en Afganistán los talibanes se toman Kabul.

### Octubre
- 2 de octubre: Un Boeing 757-200 de AeroPerú que volaba a Chile se estrella en el Océano Pacífico; mueren 70 ocupantes.
- 13 de octubre: Damon Hill logra su único título en Fórmula 1 al ganar el Gran Premio de Japón.
- 16 de octubre: En el Estadio Doroteo Guamuch Flores de la Ciudad de Guatemala, ocurre una avalancha humana que provoca 83 muertos y más de 200 heridos.
- 31 de octubre: 
  - Philips hace público que dejaba la fabricación del formato DCC (digital compact cassette: casete compacto digital), aunque mantendría el suministro de cintas y el servicio técnico del mismo para los usuarios hasta 2006. Este formato había sido lanzado al mercado tan solo cuatro años antes, en 1992.
  - En Venezuela, frente al parlamento, se vivieron protestas antigubernamentales, convocada por la oposición en pro del aumento del presupuesto universitario y apoyadas por Hugo Chávez, donde hubo 25 detenidos y un guardia nacional muerto.

### Noviembre
- 1 de noviembre: en Latinoamérica se inaugura el canal de televisión por cable estadounidense para niños, Discovery Kids
- 4 de noviembre: en Latinoamérica se inaugura el canal de televisión por cable estadounidense de la animación para jóvenes y adultos, Locomotion.
- 5 de noviembre:
  - En Estados Unidos, Bill Clinton es reelegido presidente.
  - En Puerto Rico, Pedro Rosselló es reelegido gobernador. Obtiene 1,006,331 votos frente a Héctor L. Acevedo, quien obtiene 875,852
- 12 de noviembre:
  - Cerca de Nueva Delhi, un Boeing 747 de la Saudi Arabian Airlines y un Ilyushin Il-76 de carga con bandera de Kazajistán colisionan en pleno vuelo, provocando la muerte de 349 pasajeros.
  - En Nazca, Perú se registra un terremoto de 7,7 que deja 14 fallecidos.
- 19 de noviembre: en la Ciudad del Vaticano el papa Juan Pablo II recibe al presidente cubano Fidel Castro.
- 20 de noviembre: en Latinoamérica se inaugura el canal de televisión por cable estadounidense para niños, Fox Kids.
- 21 de noviembre: en Puerto Rico una explosión de gas en la tienda Humberto Vidal en San Juan, causa varios heridos y muertos.
- 23 de noviembre: un Boeing 767 secuestrado por unos hombres armados con cuchillos se estrella en el Océano Índico, tras habérsele agotado el combustible en pleno vuelo; mueren 123 ocupantes (entre ellos los secuestradores del avión) y sobreviven 52 personas (Véase vuelo 961 de Ethiopian Airlines).
- 30 de noviembre: en Albania se juega el primer partido internacional de la selección de fútbol de Bosnia-Herzegovina.

### Diciembre
- 1 de diciembre: en México, se crea el canal televisivo de videos del regional mexicano Bandamax.
- 9 de diciembre:
  - En Bangkok, el Consejo Olímpico de Asia da a conocer el himno oficial de la organización deportiva. La obra es una agrupación de sonidos de las culturas del continente asiático para representar su cooperación y unidad.[4]
  - En Costa Rica se decreta por medio de la ley del Decreto Ejecutivo n.º 25724 el día de la Mascarada tradicional costarricense todos los 31 de octubre de cada año.
- 10 de diciembre: en Uruguay se celebra un plebiscito para someter a la consideración de la ciudadanía una reforma constitucional que instaura las elecciones internas de candidato único por partido y la segunda vuelta electoral; la votación es prácticamente empatada, y el recuento de votos observados se prolonga hasta enero, en que finalmente entra en vigencia la llamada Constitución del 97.
- 14 de diciembre: en la ciudad de Quito (Ecuador) se celebra la XXV Edición Internacional del Festival OTI. La representante española, Anabel Russ, alcanza la victoria con el tema Manos.
- 17 de diciembre: en Perú, un comando del MRTA toma la embajada japonesa en Lima, donde se realizaba una fiesta, reteniendo a más de 600 personas. Esa misma noche liberarán a todas las mujeres. Los restantes 72 rehenes serán liberados el 22 de abril de 1997, en que las Fuerzas Armadas ingresaron a la embajada y ejecutaron a todos los guerrilleros.
- 20 de diciembre: en Latinoamérica se inician las transmisiones del canal de televisión por cable estadounidense para niños Nickelodeon. Además en estados unidos, Apple, adquirió NeXT Computer.
- 22 de diciembre: en México, Santos Laguna se convierte en el primer campeón de torneos cortos de la primera división del fútbol mexicano, siendo este su primer título de su historia.
- 26 de diciembre: en Boulder (Colorado, Estados Unidos), se produce el asesinato de JonBenét Ramsey, de 6 años, el cual, sigue sin resolverse.
- 29 de diciembre: en Guatemala, la URNG y el Gobierno firman un tratado de paz, después de 36 años de luchas internas.
- 30 de diciembre: en los Estados Unidos se utiliza por primera vez públicamente el término Nueva Economía en la revista BusinessWeek en el informe de Michael J. Mandel denominado «El triunfo de la Nueva Economía».

## Arte y literatura
- 6 de enero: Pedro Maestre obtiene el premio Nadal por Matando dinosaurios con tirachinas.

### Publicaciones literarias
- Arturo Pérez-Reverte: El capitán Alatriste (primera entrega de la serie de Las aventuras del capitán Alatriste)
- Miguel Argaya: Entre lo espontáneo y lo difícil
- Luis Sepúlveda: Historia de una gaviota y el gato que le enseñó a volar
- José Sarria Cuevas: Prisioneros de Babel
- Alberto Fuguet: Tinta roja
- Daniel Olave: Chile vs Hollywood
- Pedro Lemebel: Loco afán: crónicas de sidario
- Juan Emar: Umbral (publicación póstuma: edición parcial 1977, completa en 1996)
- Roberto Bolaño: La literatura nazi en América
- Roberto Bolaño: Estrella distante
- Gabriel García Márquez: Noticia de un secuestro
- Yolanda Blanco: Voces femeninas del mundo hispánico
- Milagros Palma: El Pacto
- Ricardo Pasos Marciaq: Las semillas de la luna
- Elena Garro: Un traje rojo para un duelo
- Elena Garro: Un corazón en un bote de basura
- Candace Bushnell: Sex and the City

## Ciencia y tecnología
- 31 de octubre: Philips hace público que dejaba la fabricación del formato DCC (Digital Compact Cassette), aunque mantendría el suministro de cintas y el servicio técnico del mismo para los usuarios hasta 2006. Este formato había sido lanzado al mercado tan solo 4 años antes, en 1992.

### Astronáutica
- 17 de febrero: Estados Unidos lanza la sonda espacial NEAR al asteroide Eros.
- 21 de agosto: Estados Unidos lanza el satélite de observación auroral FAST.
- 7 de noviembre: Estados Unidos lanza la sonda Mars Global Surveyor a Marte.
- 4 de diciembre: Estados Unidos lanza la sonda Mars Pathfinder al planeta Marte.

### Biología
- 6 de agosto: en los Estados Unidos, la NASA anuncia que el meteorito ALH 84001 —que se cree originario de Marte— contiene evidencia de formas primitivas de vida.

### Medicina
- Se logra introducir ADN en el genoma del parásito de la malaria
- Se identifica el gen de la epilepsia mioclónica
- Se descubre las células precursoras de los mastocitos
- Con una técnica nueva se analiza la proteína humana clave en la unión del VIH con los linfocitos CD4

### Química
- 9 de febrero: en las instalaciones del GSI en Darmstadt (Alemania) es descubierto el átomo del elemento 112, copernicio.

### Consolas y videojuegos
- Nintendo cesa oficialmente en América y Europa la fabricación de su consola NES, mayormente conocida por el videojuego de Super Mario Bros., en Japón sería descontinuada hasta el año 2003
- Nintendo anuncia oficialmente la cancelación del lanzamiento de Star Fox 2, el videojuego sería finalmente lanzado en 2017 en la consola SNES Classic Edition.
- 29 de enero: sale a la venta la versión shareware de Duke Nukem 3D, posteriormente saldría a la venta la versión completa del juego el 19 de abril del mismo año.
- 27 de febrero: Nintendo lanzó los videojuegos Pokémon rojo y Pokémon azul para Game Boy, siendo la primera entrega de la exitosa franquicia Pokémon.
- 2 de marzo: Nintendo anuncia la descontinuación de la consola Virtual Boy, su consola peor vendida que salió a la venta solo unos meses antes en 1995.
- 9 de marzo: Nintendo y Squaresoft saca a la venta Super Mario RPG: Legend of the Seven Stars para Super Nintendo.
- 21 de marzo: Nintendo y HAL Laboratory saca a la venta el videojuego Kirby Super Star para la consola Super Nintendo.
- 22 de marzo: Capcom saca a la venta la primera entrega de la exitosa serie de survival horror Resident Evil para PlayStation, una versión para Sega Saturn sería lanzado al año siguiente.
- 23 de junio:
  - Nintendo saca a la venta su nueva consola: la Nintendo 64 en Japón, sería lanzado en América el 29 de septiembre del mismo año y en Europa al año siguiente.
  - Sale a la venta Super Mario 64 para Nintendo 64, el primer juego plataformas 3D de la serie de Super Mario, marcando una revolución en el mundo de los videojuegos, el juego se volvería estándar por su control de la cámara con completa libertad y el desarrollo de videojuegos de aventuras en escenarios tridimensionales y de mundos abiertos.
- 5 de julio: Sega saca a la venta Nights into Dreams para Sega Saturn, primer videojuego desarrollado por Sonic Team en no ser de la franquicia de Sonic the Hedgehog
- 21 de julio: Nintendo lanza la consola portátil Game Boy Pocket, última consola de Nintendo desarrollada bajo la dirección de Gunpei Yokoi antes de su salida de la compañía.
- 24 de julio: sale el juego para Arcade Neo Geo The King of Fighters '96 de SNK.
- 31 de agosto: Universal Interactive junto a Naughty Dog crean y publican el primer videojuego de la saga Crash Bandicoot para PlayStation.
- 23 de septiembre: Nintendo y Rare sacan a la venta Donkey Kong Land 2 para Game Boy.
- 30 de septiembre: sale a la venta el videojuego Bedlam para MS-DOS, Macintosh y Windows.
- 25 de octubre: sale a la venta el primer juego de la saga Tomb Raider para PlayStation.
- 7 de noviembre: Sega saca a la venta Sonic 3D Blast para Sega Genesis, sería lanzado un port para Sega Saturn el 20 de noviembre.
- 14 de noviembre: Sega en colaboración con Aspect lanzan al mercado Sonic Blast para Game Gear. Un port para Master System sería lanzado exclusivamente en Brasil al año siguiente.
- 22 de noviembre: Nintendo y Rare sacan a la venta Donkey Kong Country 3 Dixie Kong's Double Trouble para Super Nintendo.
- 25 de noviembre: Accolade junto con Eidetic lanzan al mercado para PlayStation el videojuego Bubsy 3D, considerado uno de los peores videojuegos de la historia y el peor juego del catálogo de PlayStation.
- 6 de diciembre: Sony en colaboración con NanaOn-Sha lanzan en Japón el videojuego PaRappa the Rapper, un videojuego musical creado por Masaya Matsuura para PlayStation.
- 14 de diciembre: Nintendo lanzó en Japón Mario Kart 64 para Nintendo 64, sería lanzado en América y Europa meses más tarde.
- Sega anuncia un retraso indefinido del lanzamiento de Sonic X-treme por problemas en su desarrollo.
- A finales del año, The 3DO Company anuncia la descontinuación de la línea de consolas 3DO Interactive Multiplayer tras sus decepcionantes y bajas ventas.

## Deporte

### Noticias
- 2 de agosto: en los Juegos Olímpicos de Atlanta, el conjunto español de gimnasia rítmica integrado por Marta Baldó, Nuria Cabanillas, Estela Giménez, Lorena Guréndez, Tania Lamarca y Estíbaliz Martínez, obtiene la primera medalla de oro olímpica para la gimnasia española. A su llegada a España, los medios de comunicación las bautizaron como las Niñas de Oro.

### Automovilismo
- Damon Hill se consagra campeón del mundo de Fórmula 1 tras vencer en el Gran Premio de Japón en Suzuka.
- Tommi Mäkinen se consagra campeón del mundial de WRC
- Terry Labonte se consagra campeón del NASCAR
- Jimmy Vasser se consagra campeón del CART
- Juan María Traverso se consagra campeón del Turismo Carretera
- Ernesto Bessone se consagra campeón del TC2000
- Gabriel Raies se consagra campeón del Rally Argentino

### Baloncesto
- Liga ACB: el FC Barcelona se proclama campeón.

### Balonmano
- El FC Barcelona se proclama campeón de la Copa de Europa de Balonmano.
- El TBV Lemgo se proclama campeón de la Recopa de Europa de Balonmano.

### Fútbol
- Eurocopa: Alemania campeona de la Eurocopa 1996 disputada en Inglaterra tras vencer a la República Checa en la Final.
- Copa de las Naciones de la OFC: Australia consiguió su segundo título.
- Balón de Oro: el alemán Matthias Sammer, del Borussia Dortmund, es designado mejor futbolista del Mundo del año por la revista France Football.
- Copa Conmebol: Club Atlético Lanús de Argentina
- Copa Libertadores de América: River Plate de Argentina.
- Primera División de Chile: Colo-Colo se proclama campeón del torneo oficial de primera división.
- Fútbol Profesional Colombiano: Deportivo Cali.
- Serie A de Ecuador: El Nacional.
- Liga Mexicana: Club Necaxa bicampeón de la temporada 1995/96. Inician los torneos cortos con el Torneo de Invierno 1996, donde queda campeón Club Santos Laguna.
- Liga Peruana: Sporting Cristal se consagra tricampeón del fútbol de Perú.
- Liga española de fútbol: el Atlético de Madrid gana la Liga Española.
- Copa del Rey de fútbol: el Atlético de Madrid gana la Copa del Rey.
- El Club Atlético Vélez Sarsfield se consagra campeón del Torneo Clausura 1996 en el fútbol argentino y en nivel internacional obtiene la Copa Interamericana y la Supercopa Sudamericana.
- El Club Atlético River Plate se consagra campeón del Torneo Apertura en el fútbol argentino
- Huracán Corrientes se consagra campeón de la B Nacional en el fútbol argentino
- Sportivo Italiano se consagra campeón de la B Metropolitana en el fútbol argentino
- Juventud Antoniana se consagra campeón del Argentino A en el fútbol argentino
- Villa Dálmine se consagra campeón de la Primera C en el fútbol argentino
- Central Ballester se consagra campeón de la Primera D en el fútbol argentino
- Major League Soccer: el D.C. United se convierte el primer campeón en la historia de la MLS de Estados Unidos en 1996.

### Fútbol americano
- Super Bowl XXX: Dallas Cowboys se proclama campeón de la NFL por quinta ocasión
- Liga Mayor de la ONEFA: Borregos Salvajes Monterrey campeón de la liga mexicana por la mano del entrenador Frank González

### Juegos Olímpicos y Paralímpicos
- Se celebran los Juegos Olímpicos y Paralímpicos en Atlanta (Estados Unidos).

### Montañismo
- 12 de mayo: Carlos Carsolio y su hermano Alfredo hacen cumbre en el Monte Manaslu. Para Carlos sería su anhelado decimocuarto y último ocho mil, convirtiéndose así en la cuarta persona en la historia y el más joven en realizar la hazaña (33 años).[5]

### Rugby
- Campeonato central de rugby chileno: Universidad Católica campeón.

### Tenis
- Wimbledon: Hombres: Richard Krajicek a MaliVai Washington. Mujeres: Steffi Graf a Arantxa Sánchez Vicario.
- Roland Garros: Hombres: Yevgeny Kafelnikov a Michael Stich. Mujeres: Steffi Graf a Arantxa Sánchez Vicario.
- US Open: Hombres: Pete Sampras a Michael Chang. Mujeres: Steffi Graf a Mónica Seles.
- Abierto de Australia: Hombres: Boris Becker a Michael Chang. Mujeres: Mónica Seles a Anke Huber.

## Cine

### Estrenos

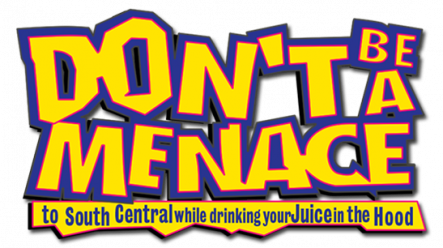
logo de la película de Los colegas del barrio

- 12 de enero: Don't Be a Menace to South Central While Drinking Your Juice in the Hood, de Paris Barclay.

- 23 de febrero: Trainspotting, de Danny Boyle.
- 8 de marzo: Fargo, de Joel Coen.
- 12 de abril: Fear, de James Foley.
- 12 de abril: James y el melocotón gigante, de Henry Selick.
- 12 de abril: Tesis, de Alejandro Amenábar.
- 22 de mayo: Misión: Imposible, de Brian De Palma.
- 21 de junio: El jorobado de Notre Dame, de Gary Trousdale y Kirk Wise.
- 28 de junio: El profesor chiflado, de Tom Shadyac.
- 2 de julio: Día de la Independencia, de Roland Emmerich.
- 26 de julio: Tiempo de matar, de Joel Schumacher
- 4 de octubre: The Wonders, de Tom Hanks.
- 18 de octubre: Swingers, de Doug Liman.[6]
- 8 de noviembre: Rescate, de Ron Howard.
- 15 de noviembre: El paciente inglés de Anthony Minghella.
- 15 de noviembre: Space Jam, de Joe Pytka.
- 22 de noviembre: Jingle All the Way, de Brian Levant.
- 12 de diciembre: Mars Attacks!, de Tim Burton.
- 14 de diciembre: Evita, de Alan Parker.
- 20 de diciembre: Scream, de Wes Craven.

Todas las fechas pertenecen a los estrenos oficiales de sus países de origen, salvo que se indique lo contrario.

## Música

### Noticias
- En Inglaterra se forma la banda de pop rock y rock alternativo Coldplay.
- En Perú se forma la banda de rock Libido.
- El grupo británico Siouxsie And The Banshees se separa tras 20 años de trayectoria.
- El grupo español Héroes del Silencio se separa.
- Se separa el grupo hispano-argentino Los Rodríguez.

### Festivales
- El 18 de mayo se celebra la XLI edición del Festival de la Canción de Eurovisión en Oslo  Noruega.

Ganadora: la cantante Eimear Quinn con la canción «The Voice» representando a Irlanda .

### Publicaciones
- Agua Marina: Vol. 11: Amor, Amor
- Alejandro Fernández: Muy dentro de mi corazón
- Alejandra Guzmán: Cambio de piel
- Alejandro Lerner: Magic hotel
- Alice in Chains: Unplugged
- Ali Project: Gensō Teien
- Almafuerte: Del entorno
- Amanda Miguel: Ámame una vez más
- Amistades Peligrosas: La profecía
- Arch Enemy: Black Earth
- Aterciopelados: La pipa de la paz
- Azúcar Moreno: Esclava de tu piel
- Babasónicos: Dopádromo
- Backstreet Boys: Backstreet Boys
- Barricada: Insolencia
- Beck: Odelay
- Benny: Om
- Bersuit Vergarabat: Don Leopardo
- Bethlehem: Dictius Te Necare
- Big Boy: Mis ojos lloran por ti
- Binomio de Oro de América: A su gusto
- Biohazard: Mata Leao
- Björk: Telegram
- Blind Guardian: The Forgotten Tales
- Bobby Pulido: Desvelado
- Bobby Pulido: Enséñame
- Bronco: Homenaje a los Grandes Grupos
- Bush: Razorblade Suitcase
- Bryan Adams: 18 Til I Die
- Café Tacvba: Avalancha de éxitos
- Children Of Bodom: Children Of Bodom
- Cannibal Corpse: Vile
- Chayanne: Volver a nacer
- Cheap Trick: Sex, America, Cheap Trick
- Christian Meier: No me acuerdo quién fui
- Cirque du Soleil: Quidam
- Cristian Castro: El deseo de oír tu voz
- Cucsifae: Cucsifae
- David Torrens: Mi poquita fe Sentimientos ajenos
- Diego Torres: Luna nueva
- Diomedes Díaz: Muchas gracias
- Electronic: Raise the Pressure
- Ella Baila Sola: Ella Baila Sola
- Eminem: Infinite
- Emmanuel: Amor total
- Enigma: Le Roi Est Mort, Vive Le Roi!
- Enrique Iglesias: Vivir
- El Barrio: "Yo sueno flamenco"
- El Tri: Hoyos en la bolsa
- Eros Ramazzotti: Donde hay música (en español)
- Eva Ayllón: Ritmo, color y sabor
- Faithless: Reverence
- Fey: Tierna la noche
- Fiona Apple: Tidal
- Fito Páez: Euforia
- Fountains of Wayne: Fountains of Wayne
- Foxy Brown: Ill na na
- Franco de Vita: Fuera de este mundo
- George Michael: Older
- Ghostface Killah: Ironman
- Giovanna: Spray color frambuesa
- Grupo Néctar: Embriágame suavecito
- Héroes del Silencio: Parasiempre
- H.O.T.: We hate all kinds of violence
- Hypocrisy: Abducted
- Intocable: Llévame contigo
- Iván Villazón: Entrégate
- Jaci Velasquez: Heavenly Place
- Jaguares: El equilibrio de los jaguares (17 de septiembre)
- Jamiroquai: Travelling without Moving
- Jarabe de Palo: La flaca
- Jay-Z: Reasonable doubt
- Jean Pierre Magnet y José Luis Madueño: Wayruro
- Jeans: Jeans
- Joan Sebastian: Tatuajes
- Joaquín Sabina: Yo, mi, me, contigo
- José Luis Perales: En clave de amor
- Juan Gabriel: 25 aniversario, solos, duetos y versiones especiales
- Julio Iglesias: Tango
- Kabah: La calle de las sirenas
- Kenny G: The Moment
- Kiss: "MTV Unplugged"
- Korn: Life is Peachy
- L'arc en Ciel: True
- La Unión: Hiperespacio
- Laura Pausini: Las cosas que vives/Le cose che vivi
- Lil' Kim: Hardcore
- Liuba María Hevia: Alguien me espera
- Los Chiches del Vallenato: Volando alto
- Lorena Herrera: Lorena Herrera
- Los Diablitos: Están de moda
- Los Inquietos del Vallenato: Volver a triunfar
- Los Piojos: 3er Arco
- Los Prisioneros:  Ni por la razón. ni por la fuerza
- Los Tigres del Norte: 16 zarpazos
- Los Tigres del Norte: Unidos para siempre
- Los Chichos: Gitano
- Los Tres: La Yein Fonda
- La Barranca: El fuego de la noche
- Lucybell: Viajar
- Luis Enrique: Génesis
- Luis Miguel: Nada es igual
- Luis Salinas: Salinas
- Madonna: B.S.O. Evita
- Mägo de Oz: Jesús de Chamberí
- Malice Mizer: Voyage ~Sans Retour~ (9 de junio).
  - Ma chérie ~Itoshii kimi e~ (10 de octubre).
- Malón: Justicia o resistencia
- Marcos Vidal: Cara a Cara
- Mark Knopfler: Golden Heart
- Marilyn Manson: Antichrist Superstar
- Matchbox Twenty: Yourself or Someone Like You
- Metallica: Load
- Mike Oldfield:  Voyager
- Miguel Morales: Más popular
- Miki González: González Blues
- Miss Rosi: Cantando con Miss Rosi, Volumen 4
- Mœnia: Mœnia
- Moonspell: Irreligious
- Morbid Angel: Entangled in chaos
- Musikit: Mis Ronditas Nº1
- Nacho Cano: El lado femenino
- Napalm Death: Diatribes
- Nas: It was written
- Néstor Torres: Talk to me
- Nirvana: From the Muddy Banks of the Wishkah
- Olga Tañón: Nuevos senderos (16 de abril) y Basta ya
- Orquesta Salserín: Con mucho swing
- Outkast: ATLiens
- P.O.D.: Brown
- Pantera: The Great Southern Trendkill
- Patricia Manterola: Niña bonita
- Paulina Rubio: Planeta Paulina
- Patricio Rey y sus Redonditos de Ricota: Luzbelito
- Placebo: Placebo
- Pearl Jam: No code
- Pedro Fernández: Deseos y delirios
- Pedro Suárez-Vértiz: Póntelo en la lengua
- Pet Shop Boys: Bilingual
- Pilar Montenegro: Son del corazón
- Poligamia: Promotal 500mg
- Puffy AmiYumi: AmiYumi
- Rage Against the Machine: Evil Empire
- Redman: Muddy Waterz
- Ricardo Arjona: Si el norte fuera el sur
- Roberto Carlos: Mulher de 40
- Los Rodríguez: Hasta luego.
- Rosana: Lunas rotas
- Rosario: Mucho por vivir
- Rosendo: Listos para la reconversión
- Rush: Test for Echo
- Roxette: Baladas en español
- Scatman John Everybody Jam!
- Sentidos Opuestos: Viviendo del futuro
- Sepultura: Roots
- Shakira: Pies descalzos (1995) (13 de febrero)
- Ska-P: El vals del obrero
- Slayer: Undisputed attitude
- Silvio Rodriguez: Dominguez
- Soda Stereo: Confort y música para volar
- Soledad Pastorutti: Poncho al viento
- Soundgarden: Down on the upside
- Soraya: En esta noche
- Spice Girls: Spice
- Sr. Chinarro: Compito
- Steve Vai: Fire garden
- Sting: Mercury falling
- Sublime: Sublime
- Suede: Coming Up
- Tatiana: ¡Brinca! II y Navidad con Tatiana
- Toni Braxton: Secrets
- Tool: Ænima
- Tori Amos: Boys For Pele
- The Cranberries: To the faithful departed
- The Beach Boys: Stars and Stripes Vol. 1
- The Beatles: Anthology Vol. II
- The Beatles: Anthology Vol. III
- The Fugees: The score
- The Ramones: Adiós amigos
- The Rasmus: Peep
- Type O Negative: October Rust
- 2Pac: The Don Killuminati: The Seven Day Theory
- 2Pac: All Eyez on Me
- Underworld: Second toughest in the infants
- Vader: Future of the past
- Van Halen: Best of Van Halen (volumen I).
- Vico C: Con poder
- Weezer: Pinkerton
- X Japan: Dahlia

## Televisión
- Se deja de transmitir a nivel mundial la serie de televisión Las aventuras del joven Indiana Jones.
- 8 de septiembre: el canal estadounidense Nickelodeon estrena la serie Las pistas de Blue en el canal Nick Jr..

## Videojuegos
- Nintendo saca a la venta su consola Nintendo 64 en Japón y Estados Unidos.
- La compañía de Videojuegos Naughty Dog saca a la venta el primer videojuego de la famosa saga de PS1: Crash Bandicoot.
- Nintendo saca a la venta el primer videojuego de Mario en 3D: Super Mario 64.
- Nintendo saca en Japón a la venta la secuela del juego Super Mario Kart: Mario Kart 64.
- SEGA lamentablemente anuncia la cancelación de Sonic X-treme.
- id Software saca a la venta el videojuego Quake.

## Premios

### Premios Nobel
- Física: David M. Lee, Douglas D. Osheroff, Robert C. Richardson.[7]
- Química: Robert Curl, Harold Kroto, Richard Smalley.[7]
- Medicina: Peter C Doherty, Rolf M. Zinkernagel.[7]
- Literatura: Wisława Szymborska.[7]
- Paz: Carlos Felipe Ximenes Belo, José Ramos-Horta.[7]
- Economía: James Mirrlees, William Vickrey.[7]

### Premios Príncipe de Asturias
- Artes: Joaquín Rodrigo Vidre.[8]
- Ciencias Sociales: John Elliott.[8]
- Comunicación y Humanidades: Indro Montanelli y Julián Marías Aguilera.[8]
- Concordia: Adolfo Suárez.[8]
- Cooperación Internacional: Helmut Kohl.[8]
- Deportes: Carl Lewis.[8]
- Investigación Científica y Técnica: Valentín Fuster Carulla.[8]
- Letras: Francisco Umbral.[8]

### Premio Cervantes
- José García Nieto.[9]